# Институт рака Уганды
Институт рака Уганды ( UCI ) — государственное специализированное медицинское учреждение, принадлежащее Министерству здравоохранения Уганды. Институт признан Центром передового опыта в области онкологии Восточной Африки (англ. East Africa's Centre of Excellence in Oncology). В сотрудничестве с Колледжем медицинских наук Университета Макерере институт планирует начать предлагать степени магистра, докторские программы и постдокторские стипендии в области онкологической помощи.

## Расположение
Институт расположен вдоль шоссе Аппер-Мулаго-Хилл, на холме Мулаго, в округе Кавемпе в Кампале примерно в 4.5 км к северу от центрального делового района города.  Географические координаты института: 00°20'29,0" с.ш., 32°34'40,0" в.д. (широта: 0,341389; долгота: 32,577778).

## Обзор
Институт рака Уганды — это центр лечения и исследования рака, связанный с Медицинской школой Университета Макерере и Национальной специализированной больницей Мулаго, учебной больницей медицинской школы. Институт имеет стационар на 80 коек.  Ежедневно здесь принимают в среднем около 200 пациентов.
В октябре 2011 года было начато строительство трехэтажного комплексного центра обучения, исследования и лечения рака площадью почти 1500 кв.м.. Новое здание, названное «Онкологический центр UCI-Фреда Хатча» (англ. UCI-Fred Hutch Cancer Centre), находится в совместном ведении института и Онкологического центра Фреда Хатчинсона в Сиэтле, штат Вашингтон, США. В мае 2015 года построенное учреждение открылось и начало принимать пациентов. В ноябре 2020 года партнерство завершило строительство нового цокольного этажа объекта, на котором расположены административные офисы и биохранилище.

## История
Институт был основан в 1967 году как Центр лечения лимфомы с двадцатью койками для лечения детских лимфом, преимущественно лимфомы Беркитта, наиболее распространенной детской лимфомы в Уганде и эндемической для тропической Африки. В 1969 году институт расширился до 40 коек, когда был добавлен Центр опухолей, который сосредоточил исследования на саркоме Капоши и раке печени. В 1960-х и начале 1970-х годов институт был ведущим международным медицинским исследовательским центром в своей области специализации и наладил сотрудничество с Национальным институтом рака (NCI) в Бетесде, штат Мэриленд.
В 1972 году, после изгнания угандийских индийцев диктатором Иди Амином, почти все ученые NCI покинули страну. Профессор Чарльз Олвени, исследователь из Уганды, прервал учебу в NCI в США и вернулся, чтобы стать первым угандийским директором института. В 1982 году, после свержения Иди Амина, Олвени был вынужден покинуть Уганду по соображениям безопасности, оставив руководство института в руках Эдварда Катонголе-Мбидде. Когда в 1995 году Катонголе-Мбидде покинул институт и стал директором Угандийского научно-исследовательского института вирусов, во главе института встал доктор Джексон Орем. В период с 2011 по 2015 год коечный фонд института был увеличен до 80.
По состоянию на сентябрь 2023 года коечный фонд института составлял 100 стационарных коек, из которых 75 коек общего назначения и 25 — для частных платных пациентов. С начала 2023 года наблюдался значительный рост числа частных пациентов, ранее обращавшихся за онкологической помощью за пределы страны. Приток пациентов объясняется улучшением качества услуг и ухода, включая доступность онкологических препаратов, наличие медицинского аппарата LINAC для точного управления лучевой терапией и увеличение числа врачей-онкологов и медсестер.

## Международное сотрудничество
Международные исследовательские центры, осуществляющие совместные проекты с Институтом рака Уганды, включают следующие:
1. Национальный институт рака – Бетесда, Мэриленд, США
2. Онкологический исследовательский центр Фреда Хатчинсона – Сиэтл, Вашингтон, США
3. Университет Кейс Вестерн Резерв – Кливленд, Огайо, США

### Программа Уганды по раку и инфекционным заболеваниям
Программа Уганды по раку и инфекционным заболеваниям (англ. Uganda Program on Cancer and Infectious Diseases, UPCID), созданная в 2004 году, представляет собой совместную программу Онкологического исследовательского центра Фреда Хатчинсона в Сиэтле и Института рака Уганды. Программа в США и за рубежом направлена на исследование и лечение рака, связанного с инфекцией.
Сотрудничество было основано Кори Каспером, врачом-ученым из Онкологического центра Фреда Хатчинсона, и Джексоном Оремом, директором Института рака Уганды.
Институт получил дополнительное финансирование в октябре 2009 года, когда Агентство США по международному развитию выделило грант в размере 500 000 долларов США Онкологическому центру Фреда Хатчинсона для помощи в строительстве первой в США онкологической клиники и медицинского учебного центра в Африке.

## Брахитерапия
В 2016 году в институте установлена система брахитерапии «Флекситрон Кобальт-60 с высокой мощностью дозы» (англ. Flexitron Cobalt-60 High Dose Rate) компании Elekta. Установка системы является частью двухлетнего плана реконструкции института, стоимость которого составляет 49 миллионов долларов США.

## Телетерапия
В марте 2016 года в институте вышла из строя установка Cobalt-60 Teletherapy, эксплуатировавшая предыдущие 20 лет. Министерство здравоохранения Уганды договорилось с Больницей Университета Ага Хана в Найроби, Кения, о предоставлении телетерапии некоторым угандийским пациентам.
Совершенно новый аппарат для телетерапии, произведенный в Чехии, прибыл в Уганду в августе 2017 года. Он был приобретен за 642 000 евро на средства правительства Уганды и Международного агентства по атомной энергии (МАГАТЭ). После установки и испытаний новой машины 4 декабря 2017 года учреждение начало лечение пациентов с использованием новой телепатической машины и официально ввело ее в эксплуатацию 19 января 2018 года.
В феврале 2020 года институт ввел в эксплуатацию новый аппарат для лечения рака Bhabhatron II, подаренный Уганде правительством Индии. Группа угандийских онкологов и техников ранее была отправлена в Индию для обучения работе с новым аппаратом. Также в 2018 году индийский Мемориальный фонд Самта (англ. Samta Memorial Foundation) подарил институту мобильный маммографический аппарат.
В октябре 2023 года Мадхусудан Агравал (англ. Madhusudan Agrawal), почетный консул Уганды и Индии, базирующийся в Мумбаи, подарил институту второй мобильный аппарат для скрининга рака в дополнение к мобильному фургону для маммографии, подаренному им в 2018 году.

## Медицинские директора
Следующие руководители занимали посты директора института с момента его основания в 1967 году:
1. Джон Зиглер – американец: 1967–1972 гг.
2. Чарльз Олвени - Уганда: 1972–1982 гг.
3. Эдвард Катонголе-Мбидде - Уганда: 1982–1995 гг.
4. Джексон Орем - Уганда: 1995 – настоящее время.